# Liga Futsal Pro 2024
La Primera División Futsal Pro 2024 es una edición más de la Primera División de futsal de Perú organizada por la Federación Peruana de Fútbol (FPF). Siendo esta la tercera temporada posterior a la pandemia de COVID-19 en Perú
Al igual que en la edición anterior el torneo cuenta con la participación de 10 equipos, entre los cuales resaltaban el vigente campeón de la competencia Panta Walon y, los históricos Primero de Mayo y Club Universitario de Deportes. Similar al año anterior los encuentros deportivos se disputan en el Polideportivo de Villa El Salvador, desde el 11 de junio y son transmitidos a través de la señal de L1 y Nativa TV

## Sistema de competición
Continuando con el formato anterior, el torneo se desarrolla con 2 fases (Regular y Play-offs). En la Fase Regular, los equipos juegan entre sí en dos ruedas, bajo el sistema de todos contra todos. Al finalizar dicha fase, los 6 primeros se clasificarán a los play-offs. En esta fase, los equipos juagrán en tres etapas, una ronda eliminatoria, semifinales y otra de finales.
En las rondas eliminatorias se enfrentarán los equipos que terminen entre la 3.ª y 6.ª posición:
- Eliminatoria 1: 3.º vs 6.º

- Eliminatoria 2:  4.º vs 5.º

En las semifinales los clasificados se unierán al 1.º y 2.º y se enfrentaron en dos llaves:
- Semifinal 1: 1.º vs ganador de la eliminatoria 2
- Semifinal 2: 2.º vs ganador de la eliminatoria 1

Los ganadores de las semifinales jugarán las finales para determinar al campeón.

### Clasificación a torneos internacionales
El campeón del torneo se clasificará a la Copa Libertadores de Futsal 2025, empezando su participación desde la fase de grupos de dicha edición.

## Equipos participantes
Al igual que en el 2023 un total de 10 equipos disputaron esa temporada.
| Liga Futsal Pro 2023     | Clubes                    |
| ------------------------ | ------------------------- |
| Campeón                  | Panta Walon               |
| Subcampeón               | Universitario de Deportes |
| Semifinalistas           | AFA Rímac                 |
| Semifinalistas           | Hermanos Rey              |
| Play Off (RE)            | Santa María               |
| Play Off (RE)            | Primero de Mayo           |
| 7.º puesto               | Cabitos Futsal            |
| 8.º puesto               | Palermo FC                |
| 9.º puesto               | Señor de los Milagros     |
| División de Ascenso 2023 | ADEBAMI                   |

## Etapa Regular
La etapa regular del campeonato arrancó el 11 de junio del 2024
| Pos. | Equipo                    | Pts. | PJ | G  | E | P  | GF | GC | Dif. | Clasificación                       |
| ---- | ------------------------- | ---- | -- | -- | - | -- | -- | -- | ---- | ----------------------------------- |
| 1    | Panta Walon               | 51   | 18 | 17 | 0 | 1  | 98 | 15 | +83  | Semifinales                         |
| 2    | Universitario de Deportes | 41   | 18 | 13 | 2 | 3  | 75 | 33 | +42  | Semifinales                         |
| 3    | Hermanos Rey              | 34   | 18 | 11 | 1 | 6  | 61 | 37 | +24  | Play Offs                           |
| 4    | AFA Rímac                 | 34   | 18 | 11 | 1 | 6  | 60 | 41 | +19  | Play Offs                           |
| 5    | Cabitos Futsal            | 21   | 18 | 6  | 3 | 9  | 42 | 56 | −14  | Play Offs                           |
| 6    | Primero de Mayo           | 20   | 18 | 6  | 2 | 10 | 40 | 55 | −15  | Play Offs                           |
| 7    | ADEBAMI                   | 19   | 18 | 5  | 4 | 9  | 44 | 51 | −7   |                                     |
| 8    | Palermo FC                | 16   | 18 | 4  | 4 | 10 | 35 | 59 | −24  |                                     |
| 9    | Santa María               | 13   | 18 | 3  | 4 | 11 | 40 | 79 | −39  |                                     |
| 10   | Señor de los Milagros     | 10   | 18 | 3  | 1 | 14 | 31 | 98 | −67  | Descenso a División de Ascenso 2025 |

Actualizado a los partidos jugados el 17 de octubre.
 Fuente: FPF
Criterios de clasificación: Puntos · Diferencia de goles · Goles a favor

### Evolución de clasificación
| Equipo / Fecha            | 1  | 2  | 3  | 4  | 5  | 6  | 7  | 8  | 9  | 10 | 11 | 12 | 13 | 14 | 15 | 16 | 17 | 18 |
| ------------------------- | -- | -- | -- | -- | -- | -- | -- | -- | -- | -- | -- | -- | -- | -- | -- | -- | -- | -- |
| Panta Walon               | 1  | 1  | 1  | 1  | 1  | 1  | 1  | 1  | 1  | 1  | 1  | 1  | 1  | 1  | 1  | 1  | 1  | 1  |
| Universitario de Deportes | 3  | 2  | 2  | 2  | 2  | 2  | 2  | 2  | 2  | 3  | 2  | 2  | 3  | 2  | 2  | 2  | 2  | 2  |
| Hermanos Rey              | 2  | 4  | 5  | 4  | 3  | 3  | 4  | 4  | 4  | 4  | 4  | 3  | 2  | 3  | 3  | 3  | 3  | 3  |
| AFA Rímac                 | 8  | 8  | 4  | 6  | 5  | 4  | 3  | 3  | 3  | 2  | 3  | 4  | 4  | 4  | 4  | 4  | 4  | 4  |
| Cabitos Futsal            | 6  | 3  | 3  | 3  | 4  | 6  | 7  | 7  | 8  | 8  | 7  | 7  | 6  | 6  | 7  | 6  | 5  | 5  |
| Primero de Mayo           | 7  | 5  | 6  | 7  | 8  | 7  | 6  | 6  | 6  | 6  | 5  | 6  | 5  | 5  | 5  | 5  | 6  | 6  |
| ADEBAMI                   | 4  | 7  | 8  | 8  | 7  | 5  | 5  | 5  | 5  | 5  | 6  | 5  | 7  | 7  | 6  | 7  | 7  | 7  |
| Palermo FC                | 9  | 9  | 9  | 9  | 9  | 9  | 9  | 9  | 7  | 7  | 9  | 9  | 9  | 9  | 9  | 9  | 8  | 8  |
| Santa María               | 5  | 6  | 7  | 5  | 6  | 8  | 8  | 8  | 9  | 9  | 8  | 8  | 8  | 8  | 8  | 8  | 9  | 9  |
| Señor de los Milagros     | 10 | 10 | 10 | 10 | 10 | 10 | 10 | 10 | 10 | 10 | 10 | 10 | 10 | 10 | 10 | 10 | 10 | 10 |

### Tabla de resultados cruzados
| Local \ Visitante     | ADE | AFA | CAB | HER | PAL | PAN  | PRI | SAN | SEN | UNI |
| --------------------- | --- | --- | --- | --- | --- | ---- | --- | --- | --- | --- |
| ADEBAMI               | —   | 2–3 | 1–4 | 2–5 | 1–1 | 1–5  | 4–2 | 4–4 | 5–1 | 2–6 |
| AFA Rímac             | 6–3 | —   | 5–3 | 3–3 | 7–1 | 0–5  | 4–4 | 5–4 | 3–0 | 4–1 |
| Cabitos Futsal        | 2–6 | 0–3 | —   | 2–1 | 4–3 | 1–2  | 0–0 | 1–1 | 6–2 | 0–5 |
| Hermanos Rey          | 3–5 | 2–4 | 5–3 | —   | 2–0 | 1–3  | 4–2 | 5–1 | 9–0 | 2–4 |
| Palermo FC            | 1–1 | 4–3 | 2–5 | 1–6 | —   | 1–5  | 2–3 | 5–4 | 2–0 | 1–1 |
| Panta Walon           | 1–0 | 2–1 | 3–0 | 2–0 | 4–2 | —    | 8–0 | 8–2 | 9–0 | 4–2 |
| Primero de Mayo       | 2–0 | 1–4 | 3–1 | 4–6 | 1–3 | 1–8  | —   | 3–1 | 6–0 | 2–3 |
| Santa María           | 1–1 | 3–0 | 4–4 | 1–3 | 4–1 | 1–13 | 3–2 | —   | 2–6 | 3–4 |
| Señor de los Milagros | 1–4 | 6–4 | 1–5 | 0–1 | 5–5 | 0–15 | 1–5 | 5–4 | —   | 1–6 |
| Universitario         | 5–2 | 1–0 | 9–1 | 0–3 | 7–0 | 2–1  | 3–3 | 9–1 | 7–3 | —   |

### Resultados
- La hora de cada encuentro corresponde al huso horario que rige a Perú (UTC-5).

| Fecha 1             | Fecha 1   | Fecha 1     | Fecha 1                            | Fecha 1     | Fecha 1 | Fecha 1   |
| Local               | Resultado | Visitante   | Recinto                            | Fecha       | Hora    | TV        |
| ------------------- | --------- | ----------- | ---------------------------------- | ----------- | ------- | --------- |
| ADEBAMI             | 4 – 4     | Santa María | Polideportivo de Villa El Salvador | 11 de junio | 19:00   | Nativa TV |
| Sr. de los Milagros | 0 – 15    | Panta Walon | Polideportivo de Villa El Salvador | 11 de junio | 20:15   | Nativa TV |
| Hermanos Rey        | 2 – 0     | Palermo FC  | Polideportivo de Villa El Salvador | 13 de junio | 19:00   | Nativa TV |
| Universitario       | 1 – 0     | AFA Rímac   | Polideportivo de Villa El Salvador | 13 de junio | 20:15   | Nativa TV |
| Cabitos FC          | 0 – 0     | 1.º de Mayo | Polideportivo de Villa El Salvador | 13 de junio | 21:30   | Nativa TV |

| Fecha 2     | Fecha 2   | Fecha 2             | Fecha 2                            | Fecha 2     | Fecha 2 | Fecha 2   |
| Local       | Resultado | Visitante           | Recinto                            | Fecha       | Hora    | TV        |
| ----------- | --------- | ------------------- | ---------------------------------- | ----------- | ------- | --------- |
| Palermo FC  | 2 – 3     | 1.º de Mayo         | Polideportivo de Villa El Salvador | 18 de junio | 19:00   | Nativa TV |
| Panta Walon | 1 – 0     | ADEBAMI             | Polideportivo de Villa El Salvador | 18 de junio | 20:15   | Nativa TV |
| AFA Rímac   | 3 – 3     | Hermanos Rey        | Polideportivo de Villa El Salvador | 20 de junio | 19:00   | Nativa TV |
| Santa María | 3 – 4     | Universitario       | Polideportivo de Villa El Salvador | 20 de junio | 20:15   | Nativa TV |
| Cabitos FC  | 6 – 2     | Sr. de los Milagros | Polideportivo de Villa El Salvador | 20 de junio | 21:30   | Nativa TV |

| Fecha 3      | Fecha 3   | Fecha 3             | Fecha 3                            | Fecha 3     | Fecha 3 | Fecha 3   |
| Local        | Resultado | Visitante           | Recinto                            | Fecha       | Hora    | TV        |
| ------------ | --------- | ------------------- | ---------------------------------- | ----------- | ------- | --------- |
| Santa María  | 4 – 4     | Cabitos FC          | Polideportivo de Villa El Salvador | 26 de junio | 19:00   | Nativa TV |
| Hermanos Rey | 2 – 4     | Universitario       | Polideportivo de Villa El Salvador | 26 de junio | 20:15   | Nativa TV |
| AFA Rímac    | 3 – 0     | Sr. de los Milagros | Polideportivo de Villa El Salvador | 27 de junio | 19:00   | Nativa TV |
| 1.º de Mayo  | 1 – 8     | Panta Walon         | Polideportivo de Villa El Salvador | 27 de junio | 20:15   | Nativa TV |
| Palermo FC   | 1 – 1     | ADEBAMI             | Polideportivo de Villa El Salvador | 27 de junio | 21:30   | Nativa TV |

| Fecha 4             | Fecha 4   | Fecha 4       | Fecha 4                            | Fecha 4    | Fecha 4 | Fecha 4   |
| Local               | Resultado | Visitante     | Recinto                            | Fecha      | Hora    | TV        |
| ------------------- | --------- | ------------- | ---------------------------------- | ---------- | ------- | --------- |
| Sr. de los Milagros | 0 – 1     | Hermanos Rey  | Polideportivo de Villa El Salvador | 2 de julio | 19:00   | Nativa TV |
| ADEBAMI             | 2 – 6     | Universitario | Polideportivo de Villa El Salvador | 2 de julio | 20:15   | Nativa TV |
| Cabitos FC          | 4 – 3     | Palermo FC    | Polideportivo de Villa El Salvador | 4 de julio | 19:00   | Nativa TV |
| Panta Walon         | 2 – 1     | AFA Rímac     | Polideportivo de Villa El Salvador | 4 de julio | 20:15   | Nativa TV |
| Santa María         | 3 – 2     | 1.º de Mayo   | Polideportivo de Villa El Salvador | 4 de julio | 21:30   | Nativa TV |

| Fecha 5       | Fecha 5   | Fecha 5             | Fecha 5                            | Fecha 5     | Fecha 5 | Fecha 5   |
| Local         | Resultado | Visitante           | Recinto                            | Fecha       | Hora    | TV        |
| ------------- | --------- | ------------------- | ---------------------------------- | ----------- | ------- | --------- |
| Hermanos Rey  | 5 – 3     | Cabitos FC          | Polideportivo de Villa El Salvador | 9 de julio  | 19:00   | Nativa TV |
| Panta Walon   | 4 – 2     | Palermo FC          | Polideportivo de Villa El Salvador | 9 de julio  | 20:15   | Nativa TV |
| AFA Rímac     | 5 – 4     | Santa María         | Polideportivo de Villa El Salvador | 11 de julio | 19:00   | Nativa TV |
| Universitario | 7 – 3     | Sr. de los Milagros | Polideportivo de Villa El Salvador | 11 de julio | 20:15   | Nativa TV |
| ADEBAMI       | 4 – 2     | 1.º de Mayo         | Polideportivo de Villa El Salvador | 11 de julio | 21:30   | Nativa TV |

| Fecha 6     | Fecha 6   | Fecha 6             | Fecha 6                            | Fecha 6     | Fecha 6 | Fecha 6   |
| Local       | Resultado | Visitante           | Recinto                            | Fecha       | Hora    | TV        |
| ----------- | --------- | ------------------- | ---------------------------------- | ----------- | ------- | --------- |
| Santa María | 1 – 3     | Hermanos Rey        | Polideportivo de Villa El Salvador | 16 de julio | 19:00   | Nativa TV |
| AFA Rímac   | 7 – 1     | Palermo FC          | Polideportivo de Villa El Salvador | 16 de julio | 20:15   | Nativa TV |
| Cabitos FC  | 2 – 6     | ADEBAMI             | Polideportivo de Villa El Salvador | 18 de julio | 19:00   | Nativa TV |
| Panta Walon | 4 – 2     | Universitario       | Polideportivo de Villa El Salvador | 18 de julio | 20:15   | Nativa TV |
| 1.º de Mayo | 6 – 0     | Sr. de los Milagros | Polideportivo de Villa El Salvador | 18 de julio | 21:30   | Nativa TV |

| Fecha 7       | Fecha 7      | Fecha 7             | Fecha 7                            | Fecha 7     | Fecha 7 | Fecha 7   |
| Local         | Resultado    | Visitante           | Recinto                            | Fecha       | Hora    | TV        |
| ------------- | ------------ | ------------------- | ---------------------------------- | ----------- | ------- | --------- |
| AFA Rímac     | 5 – 0 (w.o.) | 1.° de Mayo         | Polideportivo de Villa El Salvador | 23 de julio | 19:00   | Nativa TV |
| Universitario | 9 – 1        | Cabitos FC          | Polideportivo de Villa El Salvador | 23 de julio | 20:15   | Nativa TV |
| ADEBAMI       | 5 – 1        | Sr. de los Milagros | Polideportivo de Villa El Salvador | 23 de julio | 21:00   | Nativa TV |
| Palermo FC    | 5 – 0 (w.o.) | Santa María         | Polideportivo de Villa El Salvador | 25 de julio | 19:00   | Nativa TV |
| Hermanos Rey  | 1 – 3        | Panta Walon         | Polideportivo de Villa El Salvador | 25 de julio | 20:15   | Nativa TV |

| Fecha 8      | Fecha 8   | Fecha 8             | Fecha 8                            | Fecha 8     | Fecha 8 | Fecha 8   |
| Local        | Resultado | Visitante           | Recinto                            | Fecha       | Hora    | TV        |
| ------------ | --------- | ------------------- | ---------------------------------- | ----------- | ------- | --------- |
| AFA Rímac    | 6 – 3     | ADEBAMI             | Polideportivo de Villa El Salvador | 30 de julio | 19:00   | Nativa TV |
| Panta Walon  | 3 – 0     | Cabitos FC          | Polideportivo de Villa El Salvador | 30 de julio | 20:15   | Nativa TV |
| Hermanos Rey | 4 – 2     | 1.º de Mayo         | Polideportivo de Villa El Salvador | 1 de agosto | 19:00   | Nativa TV |
| Palermo FC   | 1 – 1     | Universitario       | Polideportivo de Villa El Salvador | 1 de agosto | 20:15   | Nativa TV |
| Santa María  | 2 – 6     | Sr. de los Milagros | Polideportivo de Villa El Salvador | 1 de agosto | 21:30   | Nativa TV |

| Fecha 9             | Fecha 9   | Fecha 9       | Fecha 9                            | Fecha 9     | Fecha 9 | Fecha 9   |
| Local               | Resultado | Visitante     | Recinto                            | Fecha       | Hora    | TV        |
| ------------------- | --------- | ------------- | ---------------------------------- | ----------- | ------- | --------- |
| Sr. de los Milagros | 0 – 2     | Palermo FC    | Polideportivo de Villa El Salvador | 6 de agosto | 19:00   | Nativa TV |
| Panta Walon         | 8 – 2     | Santa María   | Polideportivo de Villa El Salvador | 6 de agosto | 20:15   | Nativa TV |
| Cabitos FC          | 0 – 3     | AFA Rímac     | Polideportivo de Villa El Salvador | 8 de agosto | 19:00   | Nativa TV |
| 1.º de Mayo         | 2 – 3     | Universitario | Polideportivo de Villa El Salvador | 8 de agosto | 20:15   | Nativa TV |
| ADEBAMI             | 2 – 5     | Hermanos Rey  | Polideportivo de Villa El Salvador | 8 de agosto | 21:30   | Nativa TV |

| Fecha 10    | Fecha 10  | Fecha 10            | Fecha 10                           | Fecha 10        | Fecha 10 | Fecha 10  |
| Local       | Resultado | Visitante           | Recinto                            | Fecha           | Hora     | TV        |
| ----------- | --------- | ------------------- | ---------------------------------- | --------------- | -------- | --------- |
| 1.° de Mayo | 3 – 1     | Cabitos FC          | Polideportivo de Villa El Salvador | 3 de septiembre | 19:00    | Nativa TV |
| AFA Rímac   | 4 – 1     | Universitario       | Polideportivo de Villa El Salvador | 3 de septiembre | 20:15    | Nativa TV |
| Palermo FC  | 1 – 6     | Hermanos Rey        | Polideportivo de Villa El Salvador | 5 de septiembre | 19:00    | Nativa TV |
| Panta Walon | 9 – 0     | Sr. de los Milagros | Polideportivo de Villa El Salvador | 5 de septiembre | 20:15    | Nativa TV |
| Santa María | 1 – 1     | ADEBAMI             | Polideportivo de Villa El Salvador | 5 de septiembre | 21:30    | Nativa TV |

| Fecha 11            | Fecha 11  | Fecha 11      | Fecha 11                           | Fecha 11         | Fecha 11 | Fecha 11  |
| Local               | Resultado | Visitante     | Recinto                            | Fecha            | Hora     | TV        |
| ------------------- | --------- | ------------- | ---------------------------------- | ---------------- | -------- | --------- |
| Cabitos FC          | 2 – 1     | Hermanos Rey  | Polideportivo de Villa El Salvador | 11 de septiembre | 19:00    | Nativa TV |
| Palermo FC          | 1 – 5     | Panta Walon   | Polideportivo de Villa El Salvador | 11 de septiembre | 20:15    | Nativa TV |
| Santa María         | 3 – 0     | AFA Rímac     | Polideportivo de Villa El Salvador | 12 de septiembre | 19:00    | Nativa TV |
| Sr. de los Milagros | 1 – 6     | Universitario | Polideportivo de Villa El Salvador | 12 de septiembre | 20:15    | Nativa TV |
| 1.º de Mayo         | 2 – 0     | ADEBAMI       | Polideportivo de Villa El Salvador | 12 de septiembre | 21:30    | Nativa TV |

| Fecha 12            | Fecha 12  | Fecha 12     | Fecha 12                           | Fecha 12         | Fecha 12 | Fecha 12  |
| Local               | Resultado | Visitante    | Recinto                            | Fecha            | Hora     | TV        |
| ------------------- | --------- | ------------ | ---------------------------------- | ---------------- | -------- | --------- |
| Sr. de los Milagros | 6 – 4     | AFA Rímac    | Polideportivo de Villa El Salvador | 17 de septiembre | 19:00    | Nativa TV |
| Universitario       | 0 – 3     | Hermanos Rey | Polideportivo de Villa El Salvador | 17 de septiembre | 20:15    | Nativa TV |
| ADEBAMI             | 1 – 1     | Palermo FC   | Polideportivo de Villa El Salvador | 19 de septiembre | 19:00    | Nativa TV |
| Panta Walon         | 8 – 0     | 1.º de Mayo  | Polideportivo de Villa El Salvador | 19 de septiembre | 20:15    | Nativa TV |
| Cabitos FC          | 1 – 1     | Santa María  | Polideportivo de Villa El Salvador | 19 de septiembre | 21:30    | Nativa TV |

| Fecha 13      | Fecha 13  | Fecha 13            | Fecha 13                           | Fecha 13         | Fecha 13 | Fecha 13  |
| Local         | Resultado | Visitante           | Recinto                            | Fecha            | Hora     | TV        |
| ------------- | --------- | ------------------- | ---------------------------------- | ---------------- | -------- | --------- |
| Hermanos Rey  | 9 – 0     | Sr. de los Milagros | Polideportivo de Villa El Salvador | 24 de septiembre | 19:00    | Nativa TV |
| Universitario | 5 – 2     | ADEBAMI             | Polideportivo de Villa El Salvador | 24 de septiembre | 20:15    | Nativa TV |
| Palermo FC    | 2 – 5     | Cabitos FC          | Polideportivo de Villa El Salvador | 24 de septiembre | 21:30    | Nativa TV |
| 1.º de Mayo   | 3 – 1     | Santa María         | Polideportivo de Villa El Salvador | 25 de septiembre | 19:00    | Nativa TV |
| AFA Rímac     | 0 – 5     | Panta Walon         | Polideportivo de Villa El Salvador | 25 de septiembre | 20:15    | Nativa TV |

| Fecha 14            | Fecha 14  | Fecha 14     | Fecha 14                           | Fecha 14         | Fecha 14 | Fecha 14  |
| Local               | Resultado | Visitante    | Recinto                            | Fecha            | Hora     | TV        |
| ------------------- | --------- | ------------ | ---------------------------------- | ---------------- | -------- | --------- |
| Sr. de los Milagros | 5 – 4     | Santa María  | Polideportivo de Villa El Salvador | 26 de septiembre | 19:00    | Nativa TV |
| Universitario       | 7 – 0     | Palermo FC   | Polideportivo de Villa El Salvador | 26 de septiembre | 20:15    | Nativa TV |
| ADEBAMI             | 2 – 3     | AFA Rímac    | Polideportivo de Villa El Salvador | 27 de septiembre | 19:00    | Nativa TV |
| Cabitos FC          | 1 – 2     | Panta Walon  | Polideportivo de Villa El Salvador | 27 de septiembre | 20:15    | Nativa TV |
| 1.º de Mayo         | 4 – 6     | Hermanos Rey | Polideportivo de Villa El Salvador | 27 de septiembre | 21:30    | Nativa TV |

| Fecha 15            | Fecha 15  | Fecha 15      | Fecha 15                           | Fecha 15     | Fecha 15 | Fecha 15  |
| Local               | Resultado | Visitante     | Recinto                            | Fecha        | Hora     | TV        |
| ------------------- | --------- | ------------- | ---------------------------------- | ------------ | -------- | --------- |
| Cabitos FC          | 0 – 5     | Universitario | Polideportivo de Villa El Salvador | 1 de octubre | 19:00    | Nativa TV |
| Panta Walon         | 2 – 0     | Hermanos Rey  | Polideportivo de Villa El Salvador | 1 de octubre | 20:15    | Nativa TV |
| Santa María         | 4 – 1     | Palermo FC    | Polideportivo de Villa El Salvador | 1 de octubre | 21:00    | Nativa TV |
| 1.º de Mayo         | 1 – 4     | AFA Rímac     | Polideportivo de Villa El Salvador | 2 de octubre | 20:15    | Nativa TV |
| Sr. de los Milagros | 1 – 4     | ADEBAMI       | Polideportivo de Villa El Salvador | 2 de octubre | 21:00    | Nativa TV |

| Fecha 16            | Fecha 16  | Fecha 16    | Fecha 16                           | Fecha 16     | Fecha 16 | Fecha 16  |
| Local               | Resultado | Visitante   | Recinto                            | Fecha        | Hora     | TV        |
| ------------------- | --------- | ----------- | ---------------------------------- | ------------ | -------- | --------- |
| Universitario       | 2 – 1     | Panta Walon | Polideportivo de Villa El Salvador | 3 de octubre | 20:15    | Nativa TV |
| Hermanos Rey        | 4 – 1     | Santa María | Polideportivo de Villa El Salvador | 3 de octubre | 21:00    | Nativa TV |
| Sr. de los Milagros | 1 – 5     | 1.º de Mayo | Polideportivo de Villa El Salvador | 4 de octubre | 19:00    | Nativa TV |
| Palermo FC          | 4 – 3     | AFA Rímac   | Polideportivo de Villa El Salvador | 4 de octubre | 20:15    | Nativa TV |
| ADEBAMI             | 1 – 4     | Cabitos FC  | Polideportivo de Villa El Salvador | 4 de octubre | 21:30    | Nativa TV |

| Fecha 17            | Fecha 17  | Fecha 17    | Fecha 17                           | Fecha 17      | Fecha 17 | Fecha 17  |
| Local               | Resultado | Visitante   | Recinto                            | Fecha         | Hora     | TV        |
| ------------------- | --------- | ----------- | ---------------------------------- | ------------- | -------- | --------- |
| 1.º de Mayo         | 1 – 3     | Palermo FC  | Polideportivo de Villa El Salvador | 8 de octubre  | 19:00    | Nativa TV |
| ADEBAMI             | 1 – 5     | Panta Walon | Polideportivo de Villa El Salvador | 8 de octubre  | 20:15    | Nativa TV |
| Hermanos Rey        | 2 – 4     | AFA Rímac   | Polideportivo de Villa El Salvador | 10 de octubre | 19:00    | Nativa TV |
| Universitario       | 9 – 1     | Santa María | Polideportivo de Villa El Salvador | 10 de octubre | 20:15    | Nativa TV |
| Sr. de los Milagros | 1 – 5     | Cabitos FC  | Polideportivo de Villa El Salvador | 10 de octubre | 21:30    | Nativa TV |

| Fecha 18      | Fecha 18  | Fecha 18            | Fecha 18                           | Fecha 18      | Fecha 18 | Fecha 18  |
| Local         | Resultado | Visitante           | Recinto                            | Fecha         | Hora     | TV        |
| ------------- | --------- | ------------------- | ---------------------------------- | ------------- | -------- | --------- |
| AFA Rímac     | 5 – 3     | Cabitos FC          | Polideportivo de Villa El Salvador | 15 de octubre | 19:00    | Nativa TV |
| Santa María   | 1 – 13    | Panta Walon         | Polideportivo de Villa El Salvador | 15 de octubre | 20:15    | Nativa TV |
| Hermanos Rey  | 3 – 5     | ADEBAMI             | Polideportivo de Villa El Salvador | 17 de octubre | 19:00    | Nativa TV |
| Universitario | 3 – 3     | 1.º de Mayo         | Polideportivo de Villa El Salvador | 17 de octubre | 20:15    | Nativa TV |
| Palermo FC    | 5 – 5     | Sr. de los Milagros | Polideportivo de Villa El Salvador | 17 de octubre | 21:30    | Nativa TV |

## Play-Offs
Una vez terminada la etapa regular, se dará inicio a la última fase del torneo, los Play-Offs.  
|  | Cuartos de final        | Cuartos de final        | Cuartos de final          | Cuartos de final          | Cuartos de final        |   |   | Semifinales             | Semifinales             | Semifinales             | Semifinales             | Semifinales             |  |    | Final                   | Final                   | Final                   | Final                   | Final                   |  |
|  | Del 22 al 24 de octubre | Del 22 al 24 de octubre | Del 22 al 24 de octubre   | Del 22 al 24 de octubre   | Del 22 al 24 de octubre |   |   | Del 29 al 31 de octubre | Del 29 al 31 de octubre | Del 29 al 31 de octubre | Del 29 al 31 de octubre | Del 29 al 31 de octubre |  |    | Del 5 al 7 de noviembre | Del 5 al 7 de noviembre | Del 5 al 7 de noviembre | Del 5 al 7 de noviembre | Del 5 al 7 de noviembre |  |
|  |                         |                         |                           |                           |                         |   |   |                         |                         |                         |                         |                         |  |    |                         |                         |                         |                         |                         |  |
|  |                         |                         |                           |                           |                         |   |   |                         |                         |                         |                         |                         |  |    |                         |                         |                         |                         |                         |  |
|  |                         |                         |                           |                           |                         |   |   |                         |                         |                         |                         |                         |  |    |                         |                         |                         |                         |                         |  |
|  |                         |                         |                           |                           |                         |   |   |                         |                         |                         |                         |                         |  |    |                         |                         |                         |                         |                         |  |
|  |                         |                         |                           |                           |                         |   |   |                         |                         |                         |                         |                         |  |    |                         |                         |                         |                         |                         |  |
|  |                         | 1°                      | Panta Walon               | 4                         | 4                       | 8 |   |                         |                         |                         |                         |                         |  |    |                         |                         |                         |                         |                         |  |
|  |                         |                         |                           |                           |                         | 8 |   |                         |                         |                         |                         |                         |  |    |                         |                         |                         |                         |                         |  |
|  |                         |                         | 4°                        | AFA Rímac                 | 2                       | 0 | 2 |                         |                         |                         |                         |                         |  |    |                         |                         |                         |                         |                         |  |
|  | 4°                      | AFA Rímac               | 4°                        | AFA Rímac                 | 2                       | 0 | 2 | 1                       | 2                       | 3                       |                         |                         |  |    |                         |                         |                         |                         |                         |  |
|  | 4°                      | AFA Rímac               |                           |                           |                         |   |   |                         |                         | 3                       |                         |                         |  |    |                         |                         |                         |                         |                         |  |
|  | 5°                      | Cabitos Futsal          | 0                         | 2                         | 2                       |   |   |                         |                         |                         |                         |                         |  |    |                         |                         |                         |                         |                         |  |
|  | 5°                      | Cabitos Futsal          | 0                         | 2                         | 2                       |   |   |                         |                         |                         |                         |                         |  | 1° | Panta Walon             | 1                       | 3                       | 4                       |                         |  |
|  |                         |                         |                           |                           |                         |   |   |                         |                         |                         |                         |                         |  | 1° | Panta Walon             | 1                       | 3                       | 4                       |                         |  |
|  |                         |                         | 2°                        | Universitario de Deportes | 2                       | 3 | 5 |                         |                         |                         |                         |                         |  |    |                         |                         |                         |                         |                         |  |
|  |                         |                         | 2°                        | Universitario de Deportes | 2                       | 3 | 5 |                         |                         |                         |                         |                         |  |    |                         |                         |                         |                         |                         |  |
|  |                         |                         |                           |                           |                         |   |   |                         |                         |                         |                         |                         |  |    |                         |                         |                         |                         |                         |  |
|  |                         |                         |                           |                           |                         |   |   |                         |                         |                         |                         |                         |  |    |                         |                         |                         |                         |                         |  |
|  |                         | 2°                      | Universitario de Deportes | 3                         | 4                       | 7 |   |                         |                         |                         |                         |                         |  |    |                         |                         |                         |                         |                         |  |
|  |                         |                         |                           |                           |                         | 7 |   |                         |                         |                         |                         |                         |  |    |                         |                         |                         |                         |                         |  |
|  |                         |                         | 3°                        | Hermanos Rey              | 3                       | 1 | 4 |                         |                         |                         |                         |                         |  |    |                         |                         |                         |                         |                         |  |
|  | 3°                      | Hermanos Rey            | 3°                        | Hermanos Rey              | 3                       | 1 | 4 | 1                       | 2                       | 3                       |                         |                         |  |    |                         |                         |                         |                         |                         |  |
|  | 3°                      | Hermanos Rey            |                           |                           |                         |   |   |                         |                         | 3                       |                         |                         |  |    |                         |                         |                         |                         |                         |  |
|  | 6°                      | Primero de Mayo         | 0                         | 1                         | 1                       |   |   |                         |                         |                         |                         |                         |  |    |                         |                         |                         |                         |                         |  |
|  | 6°                      | Primero de Mayo         | 0                         | 1                         | 1                       |   |   |                         |                         |                         |                         |                         |  |    |                         |                         |                         |                         |                         |  |
|  |                         |                         |                           |                           |                         |   |   |                         |                         |                         |                         |                         |  |    |                         |                         |                         |                         |                         |  |

| Campeón Universitario de Deportes 3° título Clasifica a la Copa Libertadores de Futsal 2025 |

### Cuartos de final
| 22 de octubre, 19:00 | Hermanos Rey | 1:0 | Primero de Mayo | Pol. Villa El Salvador, Lima |  |

| 22 de octubre, 20:30 | AFA Rímac | 1:0 | Cabitos Futsal | Pol. Villa El Salvador, Lima |  |

| 24 de octubre, 19:00 | Primero de Mayo | 1:2 | Hermanos Rey | Pol. Villa El Salvador, Lima |  |

| 24 de octubre, 20:30 | Cabitos Futsal | 2:2 | AFA Rímac | Pol. Villa El Salvador, Lima |  |

### Semifinales
| 29 de octubre, 19:00 | Panta Walon | 4:2 | AFA Rímac | Pol. Villa El Salvador, Lima |  |

| 29 de octubre, 20:30 | Universitario | 3:3 | Hermanos Rey | Pol. Villa El Salvador, Lima |  |

| 31 de octubre, 19:00 | Hermanos Rey | 1:4 | Universitario | Pol. Villa El Salvador, Lima |  |

| 31 de octubre. 20:30 | AFA Rímac | 0:4 | Panta Walon | Pol. Villa El Salvador, Lima |  |

### Final
| 5 de noviembre, 20:45 | Universitario | 2:1 | Panta Walon | Pol. Villa El Salvador, Lima |  |

| 7 de noviembre, 20:00 | Panta Walon | 3:3 | Universitario | Pol. Villa El Salvador, Lima |  |